# Nguyễn Phúc Ngọc Vạn
Nguyễn Phúc Ngọc Vạn, var en drottning av Kambodja som gift med Chey Chettha II (kung 1618–1628).
Hon var en vietnamesisk prinsessa. I kambodjansk historieskrivning har hon anklagats för att givit Vietnam inflytande i landet och för att ha övertalat sin make att överlåta Saigon till Vietnam.